# Mordechay Lewy

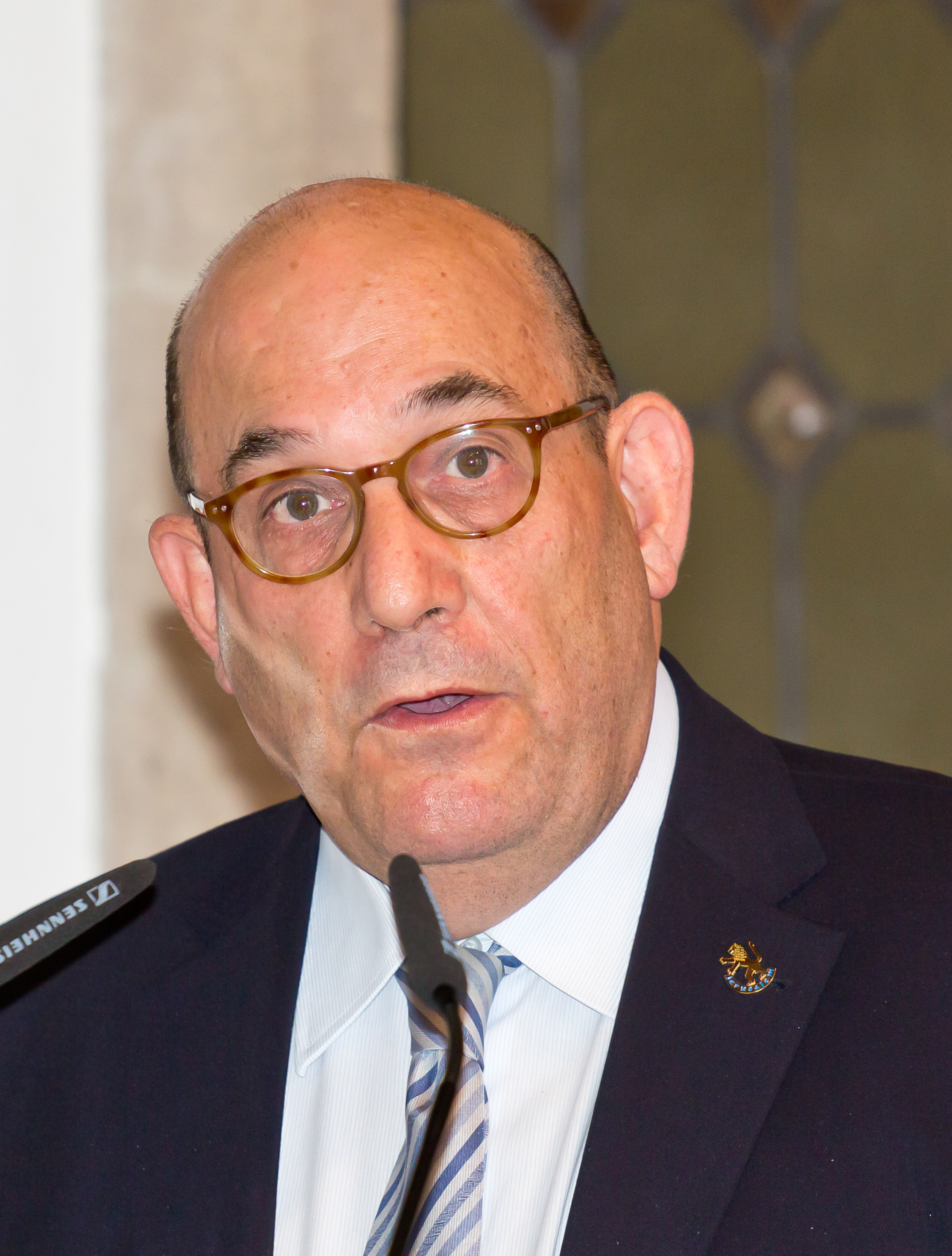
Mordechay Lewy, 2013

Mordechay Lewy (* 15. Mai 1948 in Afula) ist ein israelischer Diplomat und Historiker.

## Leben
Lewy wuchs in Tiberias auf. Im Jahr 1958 zog er mit seiner Familie nach Berlin, wo sein Vater als Arzt am Jüdischen Krankenhaus arbeitete. 1963 kehrte die Familie nach Israel zurück und ließ sich in Jerusalem nieder. Nachdem er die Schule beendet hatte, absolvierte Lewy von 1966 bis 1969 seinen Militärdienst in den israelischen Streitkräften. Von 1970 bis 1976 studierte er Geschichte mit dem Schwerpunkt Mediävistik an der Hebräischen Universität Jerusalem und erhielt einen Bachelor- und Master-Abschluss.
Lewy trat in den diplomatischen Dienst des israelischen Außenministeriums ein. Seine erste Station führte ihn nach Westdeutschland, wo er von 1976 bis 1981 als Zweiter Sekretär an der israelischen Botschaft in Bonn für die Kommunikation zuständig war. Von 1985 bis 1989 war er Erster Sekretär, später Botschaftsrat, an der israelischen Botschaft in Stockholm. Von 1991 bis 1994 leitete er das neue israelische Generalkonsulat in Berlin, dessen Zuständigkeitsbereich die neuen Länder umfasste. Anschließend wurde er von 1994 bis 1997 israelischer Botschafter in Thailand mit gleichzeitiger Akkreditierung als nicht-residierender Botschafter für Kambodscha. Von 1997 bis 2000 arbeitete er in Jerusalem im Außenministerium als stellvertretender Leiter der Hauptabteilung für Politische Planung. Im Jahr 1998 war er Mitglied der israelischen Delegation bei der Generalversammlung der Vereinten Nationen in New York. Von 2000 bis 2004 war Lewy erneut in Deutschland tätig, diesmal an der neuen israelischen Botschaft in Berlin. Von 2004 bis 2008 war er Sonderberater für die religiösen Angelegenheiten der christlichen und muslimischen Gemeinschaften in der Heiligen Stadt beim Bürgermeister von Jerusalem. Im Mai 2008 wurde er israelischer Botschafter beim Heiligen Stuhl. In dieser Zeit international wahrgenommen wurden seine Stellungnahmen zur historisch umstrittenen Bewertung des Verhaltens des Vatikans während der Verhaftung und Deportation römischer Juden durch die deutschen Besatzer 1943. Sein Nachfolger Zion Evrony wurde 2012 eingeführt.
Schon während seiner diplomatischen Laufbahn veröffentlichte Lewy zahlreiche Artikel, die sich mit interreligiösen Fragen, den israelischen Außenbeziehungen und historischen Themen befassten, darunter besonders mit der Pilgergeschichte Jerusalems. Nach seinem Abschied als Diplomat promovierte Lewy an der Goethe-Universität Frankfurt am Main bei Johannes Fried mit einer geschichtswissenschaftlichen Arbeit über mittelalterliche Kartographie und eine Motivwanderung aus der frühislamischen Literatur in die christliche Recuperatio-Literatur nach der Vertreibung der Kreuzritter aus dem Heiligen Land im Jahr 1291.
Lewy ist verheiratet und hat drei Kinder. Neben Hebräisch spricht er fließend Englisch, Deutsch und Italienisch und beherrscht auch die schwedische Sprache.

## Ehrungen
- Sächsische Verfassungsmedaille (2020)[6]

## Veröffentlichungen (Auswahl)
- Mordechay Lewy: Der apokalyptische Abessinier und die Kreuzzüge. Wandel eines frühislamischen Motivs in der Literatur und Kartografie des Mittelalters (= Beiträge zur Erforschung des Alten Testaments und des antiken Judentums, Band 61). Peter Lang, Berlin 2018, ISBN 978-3-631-74977-7 (Dissertation).
- Corporeality in Jewish Thought and Art (PDF; 455 kB). In: PaRDeS. Zeitschrift der Vereinigung für Jüdische Studien. Heft 17 (2011), S. 209–223.
- (mit Esther Kontarsky:) Jerusalem unter der Haut. Zur Geschichte der Jerusalemer Pilgertätowierung. In: Zeitschrift für Religions- und Geistesgeschichte 55 (2003), Heft 1, S. 1–39.